# Lawn Shamrocks
De Lawn Shamrocks zijn een Canadese voetbalclub uit de gemeente Lawn in de provincie Newfoundland en Labrador. De club komt uit in de amateurcompetitie van het schiereiland Burin en heeft groen en wit als clubkleuren.

## Geschiedenis
De Shamrocks zijn een van de traditieploegen op het schiereiland Burin, alwaar ze uitkomen in de Burin Peninsula Soccer League. De club nam daarnaast echter ook meerdere seizoenen deel aan de Challenge Cup, de provinciale competitie van de voetbalbond van Newfoundland en Labrador. 
Vooral eind jaren 1980 en begin jaren 1990 kende de ploeg haar gloriejaren. In 1987 haalde de mannenploeg onder leiding van coach Myles Kennedy haar eerste en enige provinciale titel binnen. De ploeg mocht daarom de provincie Newfoundland vertegenwoordigen in de Challenge Trophy (1987), het jaarlijkse bekertoernooi voor de beste mannelijke Canadese amateurteams.
Twee jaar later – in 1989 – verloren de Shamrocks na verlengingen de Challenge Cup-finale tegen Holy Cross FC.
Ook eind jaren 1990 en begin jaren 2000 draaide de ploeg enkele seizoenen mee in de Challenge Cup.

## Erelijst
Mannen
- Newfoundland and Labrador Challenge Cup

winnaar (1): 1987